# جويل دورن
جويل دورن (بالإنجليزية: Joel Dorn)‏ هو منتج أسطوانات وملحن أمريكي، ولد في 7 أبريل 1942، وتوفي في 17 ديسمبر 2007 بسبب نوبة قلبية.

## وصلات خارجية
- جويل دورن على موقع IMDb (الإنجليزية)
- جويل دورن على موقع ميوزك برينز (الإنجليزية)
- جويل دورن على موقع ديسكوغز (الإنجليزية)
- جويل دورن على موقع قاعدة بيانات الفيلم (الإنجليزية)